# Cinematica in tempo reale
La navigazione satellitare cinematica in tempo reale è una tecnica usata in indagini idrografiche e nell'agrimensura che si basa sui segnali GNSS. In essa una singola stazione di riferimento fornisce correzioni in tempo reale fornendo un'accuratezza a livello centimetrico. Quando ci si riferisce al GPS in particolare, il sistema è anche riferito come CPGPS, miglioramento in Carrier-Phase.